# Moogfest
Moogfest és l'esdeveniment anual que fa honor a Robert Moog i les seves invencions musicals, celebrant el seu llegat com a pioner sonor. Actualment, Moogfest és un esdeveniment de diversos dies i multiescenari que té lloc a Durham, Carolina del Nord. Moogfest acull artistes i públic de tot el món en diferents llocs del centre de Durham. Els artistes interpretatius no són només aquells que utilitzen instruments Moog per a les seves pròpies obres, sinó també aquells que creen experiències musicals que encarnen l'essència de l'esperit visionari i creatiu de Bob Moog. El festival també ofereix experiències interactives, exposicions d'art visual, instal·lacions, projeccions de cinema, debats, sessions de preguntes i respostes i tallers.

## Antecedents i origen
Robert Moog, nascut el 23 de maig de 1934 a Nova York i mort el 21 d'agost de 2005 a Asheville, Carolina del Nord, va desenvolupar el seu primer sintetitzador analògic controlat per voltatge comercial amb el compositor, inventor i educador nord-americà Herbert Deutsch el 1964. En aquell moment, altres sintetitzadors ja eren al mercat, però el sintetitzador Moog va començar a guanyar una atenció més àmplia en la indústria musical després que es demostrés al Festival Internacional de Pop de Monterey, el 1967. Els Beatles, Mick Jagger i Sun Ra van ser els primers clients, però l'avanç comercial d'una gravació de Moog el va fer Wendy Carlos al disc de 1968 Switched-On Bach, que es va convertir en un dels enregistraments de música clàssica més venuts de la seva època.
Keith Emerson va descobrir el Moog per primera vegada quan va sentir Switched-On Bach, i un any després, el 1970, va voler emportar-se'l a la carretera amb ell. Robert Moog va respondre-li que no hi tindria cap oportunitat perquè la màquina era massa fràgil i que necessitava una àmplia formació per funcionar correctament, però finalment Emerson va convèncer a Moog i el Minimoog li fou lliurat.
Keith Emerson va ser el primer músic a fer una gira amb un minimoog durant els espectacles en directe d'Emerson, Lake & Palmer: Pictures at an Exhibition. El Minimoog es va convertir en el sintetitzador monofònic més popular de la dècada de 1970, i va ser adoptat ràpidament per grups de música rock i electrònica líders com Yes, Tangerine Dream, Parliament-Funkadelic, Pink Floyd, Devo, Yellow Magic Orchestra, Gary Numan i Rush. I músics com Pete Townshend, George Harrison, Ray Manzarek, Stevie Wonder, Joe Zawinul, Chick Corea, Isao Tomita i Herbie Hancock. El 1974, el grup electrònic alemany Kraftwerk va popularitzar encara més el so del sintetitzador amb el seu àlbum fiter Autobahn, que va utilitzar diversos tipus de sintetitzador inclòs un Minimoog. El productor i compositor italià Giorgio Moroder va ajudar a donar forma al desenvolupament de la música disco. El Minimoog va ser molt popular als anys setanta i vuitanta, i ha estat utilitzat per molts artistes. El Moog també es va convertir en sinònim de funk i de hip-hop de West Coast, del tecno, de so ciència-ficció i l'instrument figurà en el reeixit Abbey Road, dels Beattles, i Who's Next, de The Who.
David Borden, ex-director del Programa de música digital de la Universitat Cornell, que va treballar juntament amb Robert Moog als seus estudis de Trumansburg i més tard va fundar el primer conjunt de sintetitzadors en viu, Mother Mallard's Portable Masterpiece Company, el 2000 va actuar a la Smithsonian Institution de Washington, DC amb la seva Mother Mallard i Keith Emerson, en un esdeveniment en honor de Moog anomenat The Keyboard Meets Modern Technology. D'alguna manera, aquest esdeveniment va tenir lloc quatre anys abans de la celebració del primer Moogfest a la ciutat de Nova York.

## Els anys de Nova York (2004–2008)
David Olivier, representant de Moog Music en la zona de Nova York, es va posar en contacte amb Charles Carlini, un promotor de música i concerts amb seu a Nova York, per produir un esdeveniment per celebrar el 50è aniversari de la companyia i la seva participació en la música electrònica.
El primer esdeveniment, presentat per Clinic Crafters Workshop i Sam Ash Music, titulat Manny's Music Presents MoogFest !: A Free Moog Clinic, que comptava amb Keith Emerson i Bob Moog, es va celebrar a la botiga de Manny's Music el 17 de maig de 2004, només un dia abans de la data oficial del Festival.
El primer Moogfest es va celebrar al BB King Blues Club & Grill de Times Square el dimarts 18 de maig. Randy Fuchs, el director de relacions amb els artistes de Moog, va contactar amb Keith Emerson, Rick Wakeman, Jordan Rudess, Bernie Worrell i altres coneguts usuaris de Moog. i posar-los en contacte amb Charles Carlini. Va ser una sola gala nocturna amb entrades esgotades, de quatre hores de durada, que va veure Keith Emerson, Rick Wakeman de Yes el dia del seu aniversari, Bernie Worrell, del Parliament-Funkadelic, i el guitarrista de fusió jazz, Stanley Jordan entre els que interpretaven davant d'una audiència de prop de 600.
El Moogfest de 2005 al BB King el 31 de maig va tenir un gran èxit i va comptar amb la participació d'Edgar Winter, Will Calhoun de Living Colour, Brazilian Girls, Jordan Rudess of Dream Theatre, el teclista de Frank Zappa, Don Preston, el teclista de Miles Davis, Adam Holzman, Money Mark dels Beastie Boys, Steve Molitz, de Particle i DJ Logic, però no pas Bob Moog, que estava malalt i va morir de càncer cerebral el 21 d'agost de 2005.
Carlini va continuar conreant el Moogfest com a homenatge a Bob Moog. Va declarar "la meva visió era treballar amb músics que definissin l'instrument i tinguessin una relació molt estreta amb Bob; la majoria eren amics reals que el podrien trucar per telèfon. Volia mantenir-lo pur". El dijous 22 de juny, el Moogfest al B.B. King, va veure Keith Emerson tornar al cap de cartell juntament amb Jan Hammer, Roger O'Donnell de The Cure, Jordan Rudess de Dream Theatre, The Mahavishnu Project amb el teclista de Miles Davis Adam Holzman, The School of Rock i DJ Logic.
Una part de l'esdeveniment va ser filmada i després llançada en format DVD per MVD el juny de 2007. Keith Emerson i Jan Hammer van ser els destinataris del primer premi Bob Moog Legacy Award. Mike Adams, president de Moog Music, va anunciar la creació del premi i va fer una crida a l'escenari Roger O'Donnell i Jordan Rudess perquè els presentessin.
El vespre del dijous 20 de setembre de 2007, Moogfest, conjuntament amb la Fundació Bob Moog, va presentar el primer Simposi anual de Moogfest. Herbert Deutsch, Gershon Kingsley, Joel Chadabe, John Eaton, David Borden i Trevor Pinch van assistir al simposi organitzat per la filla de Bob, Michelle, al departament de música de la Universitat de Colúmbia, a una tarda de conferències i xerrades per discutir com el sintetitzador Moog ha afectat llur treball propi.
El Moogfest 2007, un cop més al BB King el dissabte 22 de setembre, va incloure Thomas Dolby, després d'un hiat de 15 anys del negoci de la música, Jordan Rudess de Dream Theatre, el teclista de Miles Davis, Adam Holzman, Spiraling, el teclista de Frank Zappa, Don Preston, Gershon Kingsley, Herbert Deutsch i Erik Norlander, entre d'altres. El thereminista Shueh-li Ong amb Xenovibes; Segons s'informa, l'únic thereminista que ha actuat en un Moogfest fins ara. Herbert Deutsch i Gershon Kingsley van ser els destinataris del premi Bob Moog Legacy per la seva trajectòria artística única i duradora expressada mitjançant els instruments de Moog. Aquesta va ser la darrera vegada que B.B. King va albergar el festival.
La cinquena edició de Moogfest el 2008 va comportar un canvi de locals, des del B.B King fins al Hammerstein Ballroom més expansiu del Manhattan Centre. Carlini va explicar aquest canvi: "Mike Adams va voler veure una generació més jove aprendre sobre Moog i va col·locar el grup Umphrey's McGee com a focus d'atracció". L'espectacle estava previst per al 13 d'octubre, el segon dilluns d'octubre, un dia festiu oficial celebrat com el Dia de Colom, però també una data que va resultar encertada després que la crisi de les institucions financeres assolís el seu punt àlgid i diverses institucions importants com Lehman Brothers, Merrill Lynch, Fannie Mae, Freddie Mac, Washington Mutual, Wachovia i AIG van fracassar, van ser adquirits a la força o van ser objecte d'una direcció forçada per part del govern sota l'administració Bush.
L'esdeveniment, que comptava amb el grup Umphrey's McGee, Eric McFadden Trio, Bernie Worrell de P-Funk, Aron Magner de Disco Biscuits, Jamie Shields de The New Deal, Joe Russo i altres, va tenir una participació molt pobra i Carlini va renunciar al nom de Moogfest bescanviant-lo a Moog Music. Bernie Worrell va ser el destinatari del premi Bob Moog Legacy pel seu ús innovador del sintetitzador en les àrees del funk, el ritme i el blues i el rock and roll.
Aquesta va ser la darrera vegada que es va celebrar Moogfest a la ciutat de Nova York i no va haver-hi cap Moogfest el 2009.

## Moogfest en Asheville (2010–2012)
El 2010, Moog Music es va associar amb AC Entertainment, una companyia de promoció musical que coprodueix el Bonnaroo Music & Arts Festival, va traslladar Moogfest des de Nova York a Asheville, a Carolina del Nord, i el va ampliar d'un esdeveniment nocturn a un de tres dies, amb caire multi-ubicació. La data va estar l'últim cap de setmana d'octubre. El sisè Moogfest, però primer a Asheville, va celebrar-se en cinc etapes en indrets del centre d'Asheville que anaven des de clubs fins a arenes, i atreia de 7.000 a 7.500 persones al dia. El festival, del divendres 29 al diumenge 31 d'octubre de 2010, va comptar amb més de 60 actes que feien ventall des del rock fins al hip-hop fins a l'electrònica, incloent Massive Attack, Sleigh Bells, Caribou, MGMT, Thievery Corporation, Hot Chip, Disco Biscuits Big Boi, El-P, Four Tet, Pretty Lights, Bonobo, Jon Hopkins i Dan Deacon.
Devo va ser el destinatari del Moog Innovator Award, però la banda no va poder actuar, perquè el seu guitarrista, Bob Mothersbaugh, va fer mal a la mà. Tot i que els instruments de Moog, com el Voyager, Moogerfooger, Etherwave Theremin i Little Phatty van ser molt utilitzats pels intèrprets participants en l'esdeveniment, les bandes sol·licitades per tocar no es van triar per la seva relació directa amb Moog, sinó per la seva creativitat i simpatia en general a l'entitat creativa de Bob Moog.
La setena edició, segona tant per a Asheville com per a AC Entertainment, del Moogfest, es va celebrar el 28 al 30 d'octubre de 2011, el cap de setmana de Halloween amb una línia d'artistes populars de diversos gèneres, com The Flaming Lips, Terry i Gyan Riley, Moby, Passion Pit, Sound Tribe Sector 9, Tangerine Dream i TV a la ràdio. El festival de 2011 també va comptar amb "SYNTH: A Group Art Show Inspired by Bob Moog", que és un aparador de serigrafies fetes a mà en edició limitada d'alguns dels principals artistes de cartells de concerts i dissenyadors gràfics que treballen avui en dia i 77 Million Paintings, una exposició artística i xerrada del pioner de la música electrònica Brian Eno, i, a més, taules de debat, sessions de preguntes i respostes, exhibicions i instal·lacions d'art, projeccions de cinema i tallers.
El Moogfest del 2012 va comptar amb Tour 3D de Primus, Orbital, Miike Snow, Santigold, Richie Hawtin, Squarepusher, Explosions in the Sky, The Magnetic Fields, Four Tet, Divine Fits, GZA performant Liquid Swords, Carl Craig, Pantha Du Prince, Shpongle, Thomas Dolby, Black Moth Super Rainbow, Actress, Cold Cave, El-P, Prefuse 73, Bear in Heaven, Killer Mike, Blondes, Julia Holter, Disclosure, Exit Music, Trust, Death Grips i Wick-it the Instigator.